# Zamarada ariste
Zamarada ariste là một loài bướm đêm trong họ Geometridae.